# Amphiglossus
Amphiglossus es un género de lagartos perteneciente a la familia Scincidae. Se distribuyen por Madagascar e islas adyacentes.

## Especies
Según The Reptile Database:
- Amphiglossus alluaudi (Brygoo, 1981)
- Amphiglossus andranovahensis (Angel, 1933)
- Amphiglossus anosyensis Raxworthy & Nussbaum, 1993
- Amphiglossus ardouini (Mocquard, 1897)
- Amphiglossus astrolabi Duméril & Bibron, 1839
- Amphiglossus crenni (Mocquard, 1906)
- Amphiglossus decaryi (Angel, 1930)
- Amphiglossus elongatus (Angel, 1933)
- Amphiglossus frontoparietalis (Boulenger, 1889)
- Amphiglossus gastrostictus (O'shaughnessy, 1879)
- Amphiglossus johannae (Günther, 1880)
- Amphiglossus macrocercus (Günther, 1882)
- Amphiglossus mandady Andreone & Greer, 2002
- Amphiglossus mandokava Raxworthy & Nussbaum, 1993
- Amphiglossus melanurus (Günther, 1877)
- Amphiglossus meva[2] Miralles, Raselimanana, Rakotomalala, Vences & Vieites, 2011
- Amphiglossus ornaticeps (Boulenger, 1896)
- Amphiglossus punctatus Raxworthy & Nussbaum, 1993
- Amphiglossus reticulatus (Kaudern, 1922)
- Amphiglossus spilostichus Andreone & Greer, 2002
- Amphiglossus splendidus (Grandidier, 1872)
- Amphiglossus stylus Andreone & Greer, 2002
- Amphiglossus tanysoma Andreone & Greer, 2002
- Amphiglossus tsaratananensis (Brygoo, 1981)
- Amphiglossus valhallae (Boulenger, 1909)